# Äthiopische Palmyrapalme
Die Äthiopische Palmyrapalme (Borassus aethiopum), auch Rônierpalme genannt, ist eine zentral- und westafrikanische Pflanzenart aus der Familie Palmengewächse (Arecaceae).

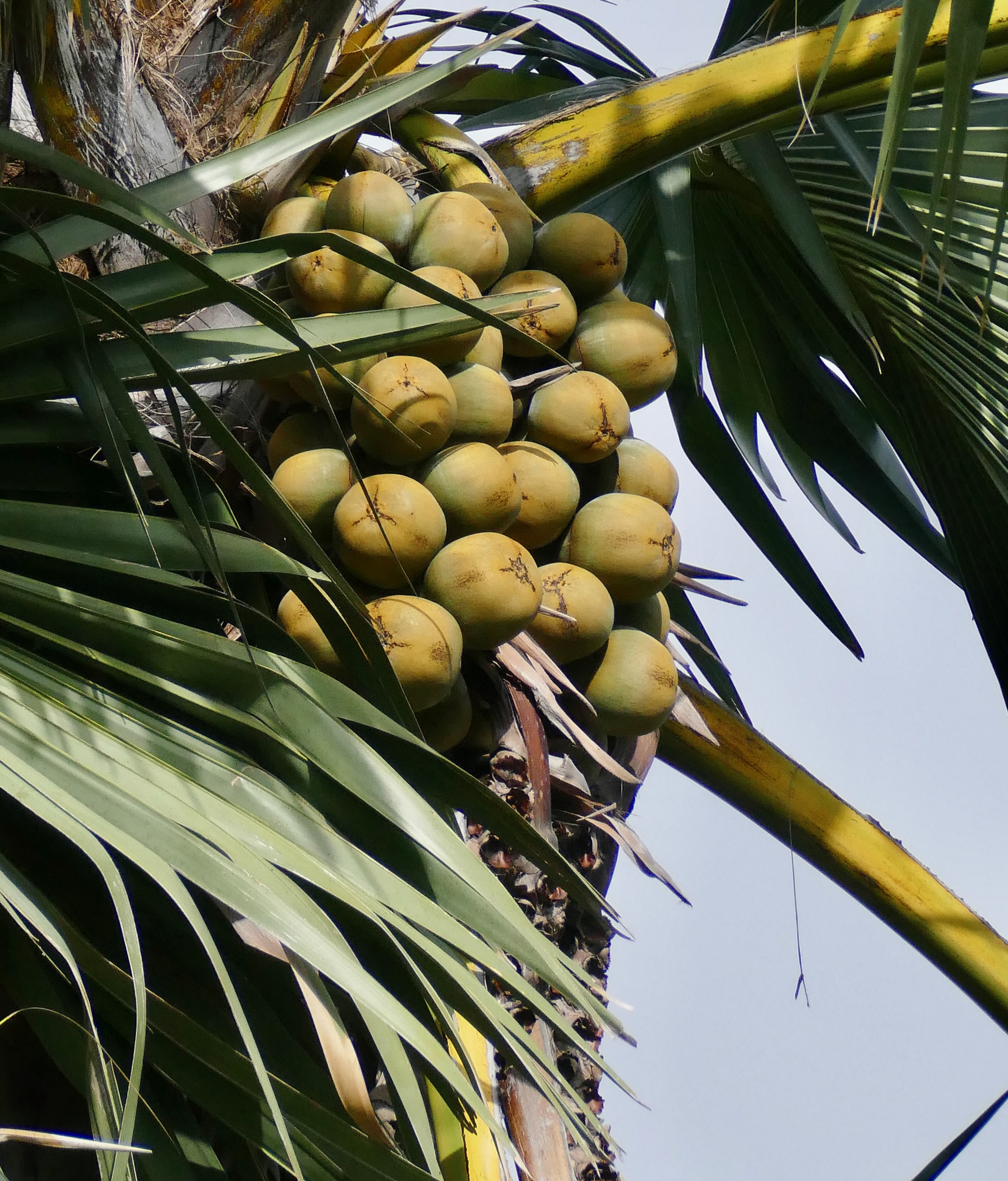
Borassus aethiopum mit Früchten

## Beschreibung
Die Äthiopische Palmyrapalme ist die größte aller afrikanischen Palmen-Arten. Sie erreicht in der Regel Wuchshöhen bis zu 20 Meter, selten von bis zu 33 Metern bei einem mittleren Durchmesser von 40 bis 50 Zentimeter, am Ansatz bis zu 85 Zentimeter, oberhalb der Mitte bei alten Individuen auf bis zu 80 Zentimeter. Die Blattstiele sind stachelig, die Blätter palmat. 
Die Pflanzen sind zweihäusig getrenntgeschlechtig (diözisch). Die weiblichen Pflanzen tragen zur Reife große gelbe bis orange Früchte.

## Verbreitung
Borassus aethiopum kommt in der Sudanzone von Burkina Faso bis zur zentralafrikanischen Republik vor, sie besiedelt trockene Savannen. Sie kommt vor vom tropischen und südlichen Afrika bis zu Madagaskar und den Komoren.

## Taxonomie
Die Äthiopische Palmyrapalme wurde 1820 von Carl Friedrich Philipp von Martius in Historia Naturalis Palmarum Band 3 Seite 220 als Borassus aethiopum erstbeschrieben.

## Nutzung
Die Nutzung umfasst die Gewinnung von Palmwein, den Verzehr von Sämlingen als Gemüse sowie die Nutzung der Blätter für Matten, Körbe, Fächer, Hüte und anderes Flechtwerk.
Das Holz der Palme wird aufgrund seiner Resistenz gegenüber Fäulnis und Termitenbefall in der Region des Binnendeltas des Niger für Gerüstbauteile an Moscheen sehr geschätzt, so als toron-Balken in den Lehmmoscheen von Timbuktu.